# Marcel Cravenne
Pour les articles homonymes, voir Cohen et Cravenne.
Marcel Cohen, dit Marcel Cravenne, est un réalisateur, scénariste et monteur français né le 22 novembre 1908 à Kairouan (Tunisie) et mort le 6 décembre 2002 à Paris 1er.
Il est le frère de Georges Cravenne, fondateur des Césars, des Molières et des 7 d'or. Il est connu dans le monde du cinéma et de la télévision, notamment comme monteur et pour avoir réalisé des films, des téléfilms et des séries.

## Biographie
Après avoir réalisé Sous la terreur (1935) et Un déjeuner de soleil (1937), et travaillé comme monteur sur Les Mystères de Paris de Félix Gandéra (1935) et Volpone de Maurice Tourneur (1940), il fuit l’occupation allemande et se réfugie à Hollywood. Il y devient l’assistant de Frank Capra et participe comme monteur à la série de films Pourquoi nous combattons (Why We Fight), dont certains épisodes sont signés John Huston ou John Ford.
Après la guerre, il revient en France et réalise Danse de mort  (1948) d'après August Strindberg avec Erich von Stroheim et Jean Servais, dont il est également le scénariste, et Dans la vie tout s'arrange (1949). Par la suite, il ne travaille que pour la télévision, notamment pour la série Les Enquêtes du commissaire Maigret, et réalise des téléfilms adaptés de grands romans, notamment David Copperfield de Charles Dickens (1964), Le Lys dans la vallée de Balzac (1970), ou encore L'Éducation sentimentale de Gustave Flaubert (1973).
Sa dernière réalisation est Ursule Mirouët, adaptée du roman de Balzac (1981), avec Le Film français.
En 1962, il épouse la chroniqueuse Nicole Vedrès, fille de Jules Cahen dit Jules Rais et de Ludmila Savitsky.
Il est inhumé en 2002 au cimetière du Montparnasse (division 21, à droite de Marguerite Duras) où son frère Georges le rejoindra en 2009.

## Filmographie

### Cinéma
Assistant réalisateur
(sous le nom de Marcel Cohen)
- 1929 : Sa tête, moyen métrage de Jean Epstein
- 1930 : La place est bonne, court métrage de Roger Lion
- 1932 : Direct au cœur de Roger Lion
- 1935 : Les Mystères de Paris de Félix Gandéra
- 1937 : Vous n'avez rien à déclarer ? de Léo Joannon
- 1937 : L'Habit vert de Roger Richebé
- 1937 : Le Messager de Raymond Rouleau

Réalisateur
- 1935 : Sous la terreur
- 1937 : Un déjeuner de soleil
- 1948 : Danse de mort (également scénariste)[3]
- 1949 : Dans la vie tout s'arrange

Monteur (sous le nom de Marcel Cohen)
- 1933 : Les Ailes brisées  d'André Berthomieu
- 1934 : La Femme idéale d'André Berthomieu
- 1935 : Les Mystères de Paris de Félix Gandéra
- 1940 : Volpone de Maurice Tourneur

### Années 1950
- 1952-1954 : Foreign Intrigue (saisons 2 à 4, 16 épisodes)
- 1955 : Captain Gallant of the Foreign Legion,  épisodes The Ransom (1.23) et The Boy Who Found Christmas (1.36)
- 1955 : La Cruche (1re chaîne)
- 1955 : Week-end (1re chaîne)
- 1955 : Le Malentendu (1re chaîne)
- 1955 : Le Locataire du troisième sur la gauche (1re chaîne)
- 1955 : Knock ou le Triomphe de la médecine (1re chaîne)
- 1955 : Une enquête de l'inspecteur Ollivier, épisode  La Boîte de pastilles (1re chaîne)
- 1956 : Une enquête de l'inspecteur Ollivier, épisode  Le Chemin du canal (1re chaîne)
- 1956 : George et Margaret (1re chaîne)
- 1956 : Cigalon (1re chaîne)
- 1956 : Mon bébé (téléfilm, 1956) (1re chaîne)
- 1957 : Brocéliande (1re chaîne) - Comédie-Française
- 1957 : L'Habit vert (1re chaîne)
- 1957 : En votre âme et conscience, épisode Le Suicide du duc de Bourbon (1re chaîne)
- 1957 : Procès de famille (1re chaîne)
- 1957 : D'après nature ou presque (1re chaîne)
- 1958 : Histoire de rire (1re chaîne)
- 1958 : L'Illusion (1re chaîne)
- 1958 : Un roman en neuf lettres (1re chaîne)
- 1958 : Un charmeur (1re chaîne)
- 1958 : Un drame (1re chaîne)
- 1958 : Le Vengeur (1re chaîne)
- 1959 : La Confession (1re chaîne)
- 1959 : Le Bon Numéro (1re chaîne)
- 1959 : Inadvertance (1re chaîne)
- 1959 : L'Anglais tel qu'on le parle (1re chaîne)

### Années 1960
- 1960 : Un beau dimanche de septembre (1re chaîne)
- 1960 : Le Théâtre de la jeunesse, épisode Le Prince et le Pauvre (1re chaîne)
- 1961 : Deux profonds scélérats (1re chaîne)
- 1961 : Permettez Madame (1re chaîne)
- 1961 : Le Théâtre de la jeunesse, épisode   Don Quichotte (1re chaîne)
- 1961 :  Ôtez votre fille, s'il vous plaît (1re chaîne)
- 1961 : Plainte contre inconnu
- 1961 : En votre âme et conscience, épisode : La canne à épée (1re chaîne)
- 1961 :  Les Mystères de Paris (1re chaîne)
- 1962 : Le Théâtre de la jeunesse, épisode Un pari de millionnaire (1re chaîne)
- 1962 : Système Deux (1re chaîne)
- 1962 : Les Vieilles Dames de Polchester (1re chaîne)
- 1962 : Le Théâtre de la jeunesse, épisode  Le Fantôme de Canterville (1re chaîne)
- 1962 : Le Théâtre de la jeunesse, épisode L'Auberge de l'Ange gardien (1re chaîne)
- 1963 : Siegfried (1re chaîne)
- 1963 : Le Troisième Concerto (1re chaîne)
- 1963 : Le Théâtre de la jeunesse, épisode La Surprenante Invention du professeur Delalune (1re chaîne)
- 1964 : Le Héros et le Soldat (1re chaîne)
- 1964 : Le Théâtre de la jeunesse, épisode Le Matelot de nulle part (1re chaîne)
- 1965 : Le Théâtre de la jeunesse, épisode David Copperfield (1re chaîne)
- 1965 : En votre âme et conscience, épisode L'Affaire Coumartin-Sirey (1re chaîne)
- 1966 : Le Théâtre de la jeunesse, épisode L'Homme qui a perdu son ombre (1re chaîne)
- 1967 : Malican père et fils (2e chaîne, 3 x 26 min)
- 1967 : Huckleberry Finn (2e chaîne)
- 1967 : La guerre de Troie n'aura pas lieu (2e chaîne)
- 1968 : La Forêt noire (1re chaîne)
- 1968 : Don Juan revient de guerre (1re chaîne)
- 1968 : Laurette ou le Cachet rouge (2e chaîne)
- 1968 : La Grammaire (1re chaîne)
- 1968 : Le Pain de ménage (2e chaîne)
- 1968 : Les Grandes Espérances (1re chaîne)
- 1969 : Renaud et Armide de Jean Cocteau (2e chaîne)

### Années 1970
- 1970 : Le Lys dans la Vallée  (2e chaîne) - également scénariste
- 1970 : Un stage (2e chaîne)
- 1971 : Tartuffe (1re chaîne)
- 1971 : Les Enquêtes du commissaire Maigret, épisode Maigret aux assises (1re chaîne)
- 1971 : Romulus le Grand (1re chaîne)
- 1973 : L'Éducation sentimentale (2e chaîne, 5 x 55 min)
- 1974 : La Dernière Carte (1re chaîne)
- 1974 : Les Enquêtes du commissaire Maigret, épisode Maigret et le Corps sans tête (2e chaîne)
- 1974 : La Voleuse de Londres (TF1)
- 1974 : La Sonate à Kreutzer (TF1)
- 1975 : Pas de frontières pour l'inspecteur : Le Bouc émissaire  (Antenne 2)
- 1976 : La Poupée sanglante (Antenne 2, 6 x 52 min)
- 1977 : La Lettre écarlate (TF1)
- 1977 : Les Enquêtes du commissaire Maigret, épisode L'Amie de madame Maigret (Antenne 2)
- 1978 : Les Grandes Conjurations, épisode La Guerre des trois Henri (FR3)
- 1978 : Un jeu d'enfer (TF1)
- 1978 : Les Enquêtes du commissaire Maigret, épisode Maigret et le Tueur (Antenne 2)
- 1979 : L'Île aux trente cercueils (Antenne 2, 6 x 52 min)

### Années 1980
- 1980 : Les Enquêtes du commissaire Maigret, épisode Le Charretier de la Providence (Antenne 2)
- 1981 : Mémoires de deux jeunes mariées (FR3)
- 1984 : Ursule Mirouët (FR3)